# Herbita betzi
Herbita betzi är en fjärilsart som beskrevs av Claude Herbulot 1977. Herbita betzi ingår i släktet Herbita och familjen mätare. Inga underarter finns listade i Catalogue of Life.